# Elaeocarpus barbulatus
Elaeocarpus barbulatus är en tvåhjärtbladig växtart som beskrevs av Paul Erich Otto Wilhelm Knuth. Elaeocarpus barbulatus ingår i släktet Elaeocarpus och familjen Elaeocarpaceae.

## Underarter
Arten delas in i följande underarter:
- E. b. alternifolius
- E. b. kinabaluensis